# Torneo Clausura 2010 (Guatemala)
El Torneo de Clausura 2010 fue el 22º torneo corto del fútbol guatemalteco, que termina la temporada 2009-10 de la Liga Nacional en Guatemala.

## Equipos participantes
| Club                                   | Ciudad              | Departamento   | Estadio                            | Capacidad |
| -------------------------------------- | ------------------- | -------------- | ---------------------------------- | --------- |
| Club Social y Deportivo Comunicaciones | Ciudad de Guatemala | Guatemala      | Estadio Cementos Progreso          | 17.000    |
| Club Social y Deportivo Municipal      | Ciudad de Guatemala | Guatemala      | Estadio Mateo Flores               | 27.000    |
| Club Social y Deportivo Suchitepéquez  | Mazatenango         | Suchitepéquez  | Estadio Carlos Salazar Hijo        | 10.000    |
| Deportivo Jalapa                       | Jalapa              | Jalapa         | Estadio Las Flores                 | 10.000    |
| Deportivo Marquense                    | San Marcos          | San Marcos     | Estadio Marquesa de la Ensenada    | 10.000    |
| Deportivo Xinabajul                    | Huehuetenango       | Huehuetenango  | Estadio Los Cuchumatanes           | 10.000    |
| Deportivo Zacapa                       | Zacapa              | Zacapa         | Estadio David Ordóñez Bardales     | 10.000    |
| Heredia Jaguares                       | San José            | Petén          | Estadio Julián Tesucún             | 8.000     |
| Juventud Retalteca                     | Retalhuleu          | Retalhuleu     | Estadio Óscar Monterroso Izaguirre | 8.000     |
| Peñarol La Mesilla                     | La Democracia       | Huehuetenango  | Estadio Comunal de la Mesilla      | 10.000    |
| Universidad SC                         | Ciudad de Guatemala | Guatemala      | Estadio Revolución                 | 10.000    |
| Xelajú Mario Camposeco                 | Quetzaltenango      | Quetzaltenango | Estadio Mario Camposeco            | 11.000    |
|                                        |                     |                |                                    |           |

### Equipos por Departamento
| Departamento                                      | N.º | Equipos                         |
| ------------------------------------------------- | --- | ------------------------------- |
| Guatemala                                         | 3   | Comunicaciones, Municipal, USAC |
| Huehuetenango                                     | 2   | La Mesilla, Xinabajul           |
| Peten                                             | 1   | Heredia Jaguares                |
| Quetzaltenango                                    | 1   | Xelajú                          |
| Archivo:Coat of arms of Retalhuleu.gif Retalhuleu | 1   | Juventud Retalteca              |
| San Marcos                                        | 1   | Marquense                       |
| Suchitepéquez                                     | 1   | Suchitepéquez                   |
| Zacapa                                            | 1   | Zacapa                          |

## Fase de clasificación
|  | Pos. | Equipos            | PJ | PG | PE | PP | GF | GC | Dif. | PTS | Clasificación        |
|  | ---- | ------------------ | -- | -- | -- | -- | -- | -- | ---- | --- | -------------------- |
|  | 1º   | Comunicaciones     | 22 | 12 | 4  | 6  | 37 | 22 | +15  | 40  | Semifinales          |
|  | 2º   | Xelajú MC          | 22 | 11 | 6  | 5  | 32 | 26 | +6   | 39  | Semifinales          |
|  | 3º   | Suchitepéquez      | 22 | 10 | 6  | 6  | 25 | 23 | +2   | 36  | Acceso a semifinales |
|  | 4º   | Municipal          | 22 | 9  | 5  | 8  | 25 | 19 | +6   | 32  | Acceso a semifinales |
|  | 5º   | Universidad SC     | 22 | 8  | 8  | 6  | 28 | 23 | +5   | 32  | Acceso a semifinales |
|  | 6º   | Peñarol La Mesilla | 22 | 8  | 7  | 7  | 30 | 25 | +5   | 31  | Acceso a semifinales |
|  | 7º   | Juventud Retalteca | 22 | 9  | 4  | 9  | 20 | 21 | -1   | 31  |                      |
|  | 8º   | Marquense          | 22 | 6  | 8  | 8  | 25 | 29 | -4   | 26  |                      |
|  | 9°   | Jalapa             | 22 | 6  | 8  | 8  | 24 | 29 | -5   | 26  |                      |
|  | 10º  | Heredia            | 22 | 7  | 3  | 12 | 26 | 34 | -8   | 24  |                      |
|  | 11º  | Xinabajul          | 22 | 5  | 8  | 9  | 25 | 36 | -11  | 23  |                      |
|  | 12º  | Zacapa             | 22 | 6  | 3  | 13 | 24 | 34 | -10  | 21  |                      |
|  |      |                    |    |    |    |    |    |    |      |     |                      |

## Líderes Individuales
Estos fueron los líderes de goleo y porteros menos vencidos.

### Trofeo Botín de Oro
Posiciones Finales.
| N.º | Jugador             | Goles | Penales | Equipo                                 |
| --- | ------------------- | ----- | ------- | -------------------------------------- |
|     | Rolando Fonseca     | 15    | 0       | Club Social y Deportivo Comunicaciones |
| 2   | Moctezuma Serrato   | 13    | 3       | Peñarol La Mesilla                     |
| 3   | Tránsito Montepeque | 10    | 1       | Club Social y Deportivo Comunicaciones |

### Trofeo Josue Danny Ortiz
Posiciones Finales.
| N.º | Jugador        | Partidos | Goles | Promedio | Equipo                                 |
| --- | -------------- | -------- | ----- | -------- | -------------------------------------- |
|     | Marvin Barrios | 20       | 16    | 0.80     | Juventud Retalteca                     |
| 2   | David Guerra   | 18       | 15    | 0.83     | Club Social y Deportivo Comunicaciones |
| 3   | Jaime Penedo   | 20.67    | 19    | 0.92     | Club Social y Deportivo Municipal      |

## Fase final
|  | Clasificación a Semifinales | Clasificación a Semifinales | Clasificación a Semifinales | Clasificación a Semifinales | Clasificación a Semifinales |  |  | Semifinales | Semifinales    | Semifinales | Semifinales | Semifinales |  |  | Final | Final     | Final | Final | Final |
|  |                             |                             |                             |                             |                             |  |  |             |                |             |             |             |  |  |       |           |       |       |       |
|  |                             |                             |                             |                             |                             |  |  | 2           | Xelajú (p)     | 0           | 2           | 2 (3)       |  |  |       |           |       |       |       |
|  | 3                           | Suchitepéquez               | 1                           | 2                           | 3                           |  |  | 3           | Suchitepéquez  | 2           | 0           | 2 (1)       |  |  |       |           |       |       |       |
|  | 6                           | Peñarol La Mesilla          | 1                           | 1                           | 2                           |  |  |             |                |             |             |             |  |  | 2     | Xelajú    | 1     | 0     | 1     |
|  |                             |                             |                             |                             |                             |  |  |             |                |             |             |             |  |  | 4     | Municipal | 3     | 4     | 7     |
|  |                             |                             |                             |                             |                             |  |  | 1           | Comunicaciones | 1           | 1           | 2           |  |  |       |           |       |       |       |
|  | 4                           | Municipal                   | 2                           | 2                           | 4                           |  |  | 4           | Municipal      | 2           | 1           | 3           |  |  |       |           |       |       |       |
|  | 5                           | Universidad SC              | 3                           | 0                           | 3                           |  |  |             |                |             |             |             |  |  |       |           |       |       |       |

### Suchitepéquez - Peñarol La Mesilla
| Miércoles 28 de abril de 2010 (15:00 ) | Peñarol La Mesilla | 1-1     | Suchitepéquez          | Estadio Comunal de La Mesilla, Huehuetenango          |                                                       |
|                                        | Érick Martínez 29' | Reporte | Diego Viera (Pen.) 57' | Asistencia: 277 espectadores Árbitro(s): Fredy Campos | Asistencia: 277 espectadores Árbitro(s): Fredy Campos |

| Domingo 2 de mayo de 2010 (11:00 ) | Suchitepéquez                             | 2-1     | Peñarol La Mesilla | Estadio Carlos Salazar Hijo, Mazatenango                 |                                                          |
|                                    | Evandro Ferreira 26' · Rodrigo Porras 60' | Reporte | Walter López 21'   | Asistencia: 4.000 espectadores Árbitro(s): Carlos Batres | Asistencia: 4.000 espectadores Árbitro(s): Carlos Batres |

### Universidad - Municipal
| Jueves 29 de abril de 2010 (20:05 ) | Universidad SC                                  | 3-2     | Municipal                  | Estadio Cementos Progreso, Ciudad de Guatemala        |                                                       |
|                                     | Milton Núñez 20' 56' · Carlos Kamiani Félix 44' | Reporte | Juan José Castillo 68' 84' | Asistencia: 808 espectadores Árbitro(s): Wálter López | Asistencia: 808 espectadores Árbitro(s): Wálter López |

| Domingo 2 de mayo de 2010 (11:00 ) | Municipal                               | 2-0     | Universidad SC | Estadio Mateo Flores, Ciudad de Guatemala              |                                                        |
|                                    | Mario Rodríguez 5' · Gonzalo Romero 94' | Reporte |                | Asistencia: 5.612 espectadores Árbitro(s): Oscar Reyna | Asistencia: 5.612 espectadores Árbitro(s): Oscar Reyna |

### Comunicaciones - Municipal
| Jueves 6 de mayo de 2010 (20:00 ) | Municipal               | 2-1     | Comunicaciones          | Estadio Mateo Flores, Ciudad de Guatemala |                          |
|                                   | Mario Rodríguez 65' 77' | Reporte | Tránsito Montepeque 15' | Árbitro(s): David España                  | Árbitro(s): David España |

| Sábado 8 de mayo de 2010 (16:00 ) | Comunicaciones    | 1-1     | Municipal                | Estadio Cementos Progreso, Ciudad de Guatemala                |                                                               |
|                                   | Jairo Arreola 55' | Reporte | Gonzalo Romero (Pen) 21' | Asistencia: 4.830 espectadores Árbitro(s): Juan Carlos Guerra | Asistencia: 4.830 espectadores Árbitro(s): Juan Carlos Guerra |

### Suchitepéquez - Xelajú MC
| Jueves 6 de mayo de 2010 (12:30 ) | Suchitepéquez                        | 2-0     | Xelaju M.C. | Estadio Carlos Salazar Hijo, Mazatenango |                              |
|                                   | Roberto Porras 36' · Wilber Caal 89' | Reporte |             | Árbitro(s): Jonathan Polanco             | Árbitro(s): Jonathan Polanco |

| Sábado 8 de mayo de 2010 (20:00 ) | Xelajú M.C.                            | 2-0 (3-1 Pen.) | Suchitepéquez | Estadio Mario Camposeco, Quetzaltenango                |                                                        |
|                                   | Minor López 11' · Gustavo Betancur 46' | Reporte        |               | Asistencia: 2.852 espectadores Árbitro(s): Óscar Reyna | Asistencia: 2.852 espectadores Árbitro(s): Óscar Reyna |

#### Penales
| Sábado 8 de mayo de 2010 (20:00 ) | Xelajú M.C.                                                             | 3-1     | Suchitepéquez                                                    | Estadio Mario Camposeco, Quetzaltenango |                         |
|                                   | Fernando Patterson · Javier Sinay · Gustavo Betancur · Miguel Férnandez | Reporte | Rodrigo de León · Henri Medina · Wilson Lalín · Allan Dos Santos | Árbitro(s): Óscar Reyna                 | Árbitro(s): Óscar Reyna |

### Final
| 13 de mayo de 2010 (20:00 ) | Municipal                                                         | 3-1     | Xelajú M.C.          | Estadio Mateo Flores, Ciudad de Guatemala                |                                                          |
|                             | Juan José Castillo 42' · Marvin Ávila 65' · Juan Carlos Plata 87' | Reporte | Gustavo Betancur 92' | Asistencia: 23.769 espectadores Árbitro(s): Walter López | Asistencia: 23.769 espectadores Árbitro(s): Walter López |

| 15 de mayo de 2010 (20:00 ) | Xelajú M.C. | 0-4     | Municipal                                                                                       | Estadio Mario Camposeco, Quetzaltenango |                           |
|                             |             | Reporte | Juan José Castillo 18' · Gustavo Cabrera 45' (ag) · Juan Carlos Plata 84' · Mario Rodríguez 90' | Árbitro(s): Carlos Batres               | Árbitro(s): Carlos Batres |

| Campeón Clausura 2010 |
| Municipal 28º Título  |
| --------------------- |

## Tabla acumulada
|  | Pos. | Equipos            | PJ | PG | PE | PP | GF | GC | Dif. | PTS | Clasificación                                        |
|  | ---- | ------------------ | -- | -- | -- | -- | -- | -- | ---- | --- | ---------------------------------------------------- |
|  | 1º   | Xelajú MC          | 44 | 23 | 10 | 11 | 65 | 49 | +16  | 79  | Liga de Campeones Concacaf 2010-11 - Fase preliminar |
|  | 2º   | Comunicaciones     | 44 | 20 | 12 | 12 | 67 | 44 | +23  | 72  |                                                      |
|  | 3º   | Municipal          | 44 | 19 | 12 | 13 | 55 | 39 | +16  | 69  | Liga de Campeones Concacaf 2010-11 - Fase de grupos  |
|  | 4º   | Juventud Retalteca | 44 | 19 | 9  | 16 | 55 | 46 | +9   | 66  |                                                      |
|  | 5º   | Suchitepéquez      | 44 | 18 | 12 | 14 | 56 | 50 | +6   | 66  |                                                      |
|  | 6º   | Marquense          | 44 | 16 | 15 | 13 | 56 | 56 | 0    | 63  |                                                      |
|  | 7º   | Heredia            | 44 | 17 | 8  | 19 | 66 | 62 | +4   | 59  |                                                      |
|  | 8º   | Xinabajul          | 44 | 13 | 12 | 19 | 47 | 66 | -19  | 51  |                                                      |
|  | 9°   | Universidad SC     | 44 | 11 | 17 | 16 | 46 | 50 | -4   | 50  |                                                      |
|  | 10º  | Peñarol La Mesilla | 44 | 12 | 11 | 21 | 52 | 62 | -10  | 47  |                                                      |
|  | 11º  | Jalapa             | 44 | 12 | 17 | 15 | 44 | 54 | -10  | 47  | Descendido                                           |
|  | 12º  | Zacapa             | 44 | 14 | 5  | 25 | 48 | 79 | -31  | 47  | Descendido                                           |
|  |      |                    |    |    |    |    |    |    |      |     |                                                      |

Nota: La FEDEFUT retiró 6 puntos a Jalapa por irresponsabilidades financieras.